# Henok Mulubrhan
Henok Mulubrhan, né le 11 novembre 1999 à Asmara, est un coureur cycliste érythréen.

## Biographie
Originaire d'Asmara, Henok Mulubrhan commence le cyclisme par le VTT. Il participe à ses premières compétitions en 2014,.
En 2016, il représente son pays lors du championnat du monde juniors de Doha. Lors de la saison 2018, il se révèle à dix-huit ans en réalisant cinq tops 10 sur la Tropicale Amissa Bongo. Il remporte ensuite une étape du Tour de l'Espoir, et devient champion d'Érythrée et vice-champion d'Afrique dans la catégorie espoirs (moins de 23 ans). Au mois de juillet, il intègre l'équipe du Centre mondial du cyclisme, qui aide les coureurs des pays sous-équipés.
En 2020 et 2021, il est membre de l'équipe réserve de la formation World Tour Team NTT.
En 2022, il décroche un contrat avec l'équipe World Tour Qhubeka, cependant, l'équipe sud-africaine est dissoute à l'issue de la saison 2021, rendant invalide le document de travail signé. Il rejoint finalement l'équipe continentale allemande Bike Aid, avec qui, il se classe cinquième du Tour du Rwanda. En mars 2022, à Charm el-Cheikh, en Égypte, il devient champion d'Afrique sur route pour la course en ligne et du contre-la-montre par équipes. Il est également médaillé d'argent du championnat d'Afrique du contre-la-montre. Dans le but de participer au Tour d'Italie, il quitte cependant la formation allemande dès le 31 mars. Le 22 avril, il rejoint l'UCI ProTeam italienne Bardiani CSF Faizanè. Cependant, comme au sein de l'équipe Bike Aid, il ne faisait pas partie du programme ADAMS (le système d'administration et de gestion antidopage), qui est obligatoire pour participer aux courses du World Tour, il ne peut être au départ du Tour d'Italie en mai 2022.
En février 2023, il reconduit son titre de champion d'Afrique sur route pour la course en ligne à Accra, au Ghana. En juillet 2023, il prend part au Tour du lac Qinghai en Chine, course de huit étapes reprise en UCI ProSeries 2023. Il gagne la 7e étape et remporte le classement général avec le même temps que le deuxième classé, l'Uruguayen Eric Fagúndez. En décembre 2023, il est désigné pour la première fois Cycliste africain de l'année, le jury étant présidé par Bernard Hinault. Il devance ainsi son compatriote Biniam Girmay, triple lauréat de 2020 à 2022 et le Marocain Achraf Ed Doghmy.
En 2024, il rejoint l'équipe kazakhe Astana. 

## Palmarès
- 2018
  -  Champion d'Érythrée sur route espoirs
  - 4e étape du Tour de l'Espoir
  - Africa Cup (contre-la-montre par équipes)
  -  Médaillé d'argent du championnat d'Afrique sur route espoirs
- 2019
  -  Champion d'Afrique sur route espoirs
  - 2e du Tour de Berne
- 2020
  - 3e du Grand Prix de la ville d'Empoli
- 2021
  - 2e du Giro del Medio Brenta
- 2022
  -  Champion d'Afrique sur route
  -  Champion d'Afrique du contre-la-montre par équipes (avec Aklilu Gebrehiwet, Mikiel Habtom et Dawit Yemane)
  -  Médaillé d'argent du championnat d'Afrique du contre-la-montre
- 2023
  - UCI Africa Tour
  -  Champion d'Afrique sur route
  - Tour du Rwanda : 
    - Classement général
    - 3e et 8e étapes

  - Tour du lac Qinghai : 
    - Classement général
    - 7e étape

  -  Médaillé d'argent du championnat d'Afrique du contre-la-montre par équipes
  -  Médaillé de bronze du championnat d'Afrique du contre-la-montre
  - 3e du Tour des Apennins
- 2024
  -  Champion d'Afrique sur route
  - 2e du championnat d'Érythrée du contre-la-montre
  - 2e du Tour de Hainan
- 2025
  - 1re étape du Tour du Rwanda
  - Tour du lac Qinghai : 
    - Classement général
    - 6e étape

  - 2e du Tour du Rwanda
  - 2e du championnat d'Érythrée du contre-la-montre
  - 3e de la Muscat Classic

## Résultats sur les grands tours

### Tour d'Italie
2 participations
- 2023 : 87e
- 2024 : 47e

## Classements mondiaux
| Année                                 | 2018 | 2019 | 2020 | 2021 | 2022 | 2023 | 2024 |
| ------------------------------------- | ---- | ---- | ---- | ---- | ---- | ---- | ---- |
| Classement mondial                    | 792e | 424e | 412e | 638e | 155e | 107e | 180e |
| UCI Africa Tour                       | 20e  | 17e  | 11e  | 22e  | 4e   | 1er  | 2e   |
|                                       |      |      |      |      |      |      |      |
| Légende : nc = non classéSource : UCI |      |      |      |      |      |      |      |

## Distinctions
- Cycliste africain de l'année : 2023[6]